# Kamo-Schrein
Der Kamo-Schrein (jap. 賀茂神社, Kamo-jinja) in Kyōto, Japan besteht aus den beiden Shintō-Schreinen Kamigamo-jinja (上賀茂神社; wörtlich: Oberer Kamo-Schrein; früher auch Kamowakeikazuchi-jinja (賀茂別雷神社; 35° 3′ 37,3″ N, 135° 45′ 9,6″ O)); und Shimogamo-jinja (下賀茂神社; wörtlich: Niederer Kamo-Schrein, da südlich vom Kamigamo-Schrein gelegen; früher auch Kamomioya-jinja (賀茂御祖神社; 35° 2′ 17,8″ N, 135° 46′ 20,5″ O)).
Sie gehören zu den ältesten Schreinen des Landes und tragen beide den Titel eines Chokusaisha. Beide Schreine sind dem Kami des Donners gewidmet und sind zentrale Bestandteile des Aoi-Festes, das im Mai abgehalten wird und aus einer Prozession zwischen den beiden Schreinen, Pferderennen und Bogenschießen (Yabusame) besteht. Zusammen mit mehreren anderen Schreinen, Tempeln und Burgen in Kyōto wurde der Kamo-Schrein 1994 von der UNESCO zum Weltkulturerbe Historisches Kyōto (Kyōto, Uji und Ōtsu) ernannt.

## Kamigamo-Schrein
Der Kamigamo-Schrein ist der jüngere der beiden Schreine. Sein genaues Baudatum ist unbekannt, datiert aber höchstwahrscheinlich in das 7. Jahrhundert zurück. Damals wurde der Schrein dadurch bekannt, dass Mitglieder des Japanischen Kaiserhauses ihn aufsuchten und durch Gebete um Schutz baten. In der Anfangszeit stand der Schrein unter der Schirmherrschaft der Kamo-Familie, eines der mächtigsten Adelsgeschlechte der Provinz Yamashiro.
Von den 36 zum Schrein gehörenden Gebäuden sind wohl das Hauptgebäude (Honden, neu aufgebaut im Jahr 1628) und das Nebengebäude (Gonden) am berühmtesten. Beide sind im Architektur-Stil der Heian-Zeit gebaut und gehören gegenwärtig zu den Nationalschätzen Japans. Das Nishimura-Gebäude ist das einzige, das der Öffentlichkeit frei zugänglich ist.

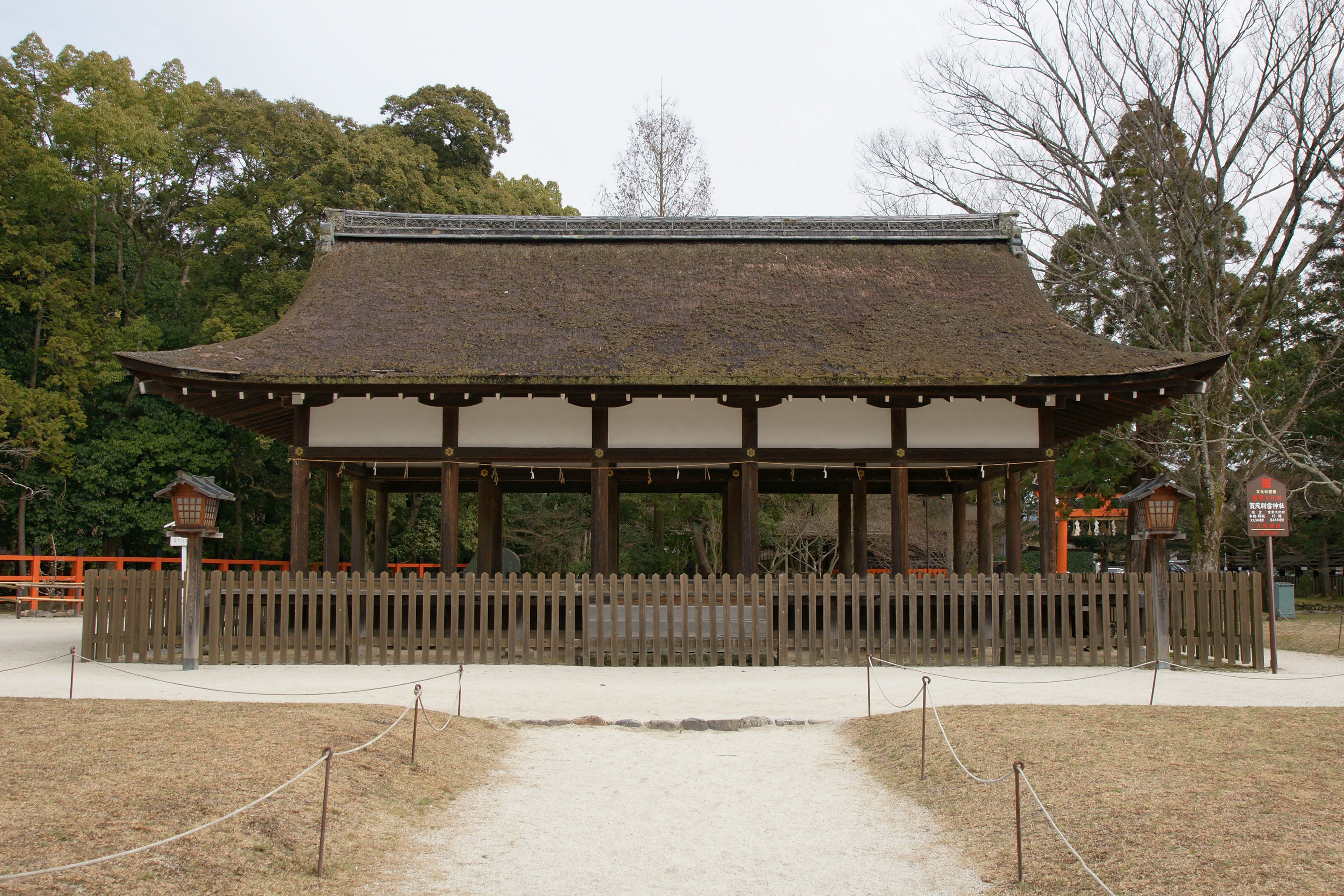
Geheiden
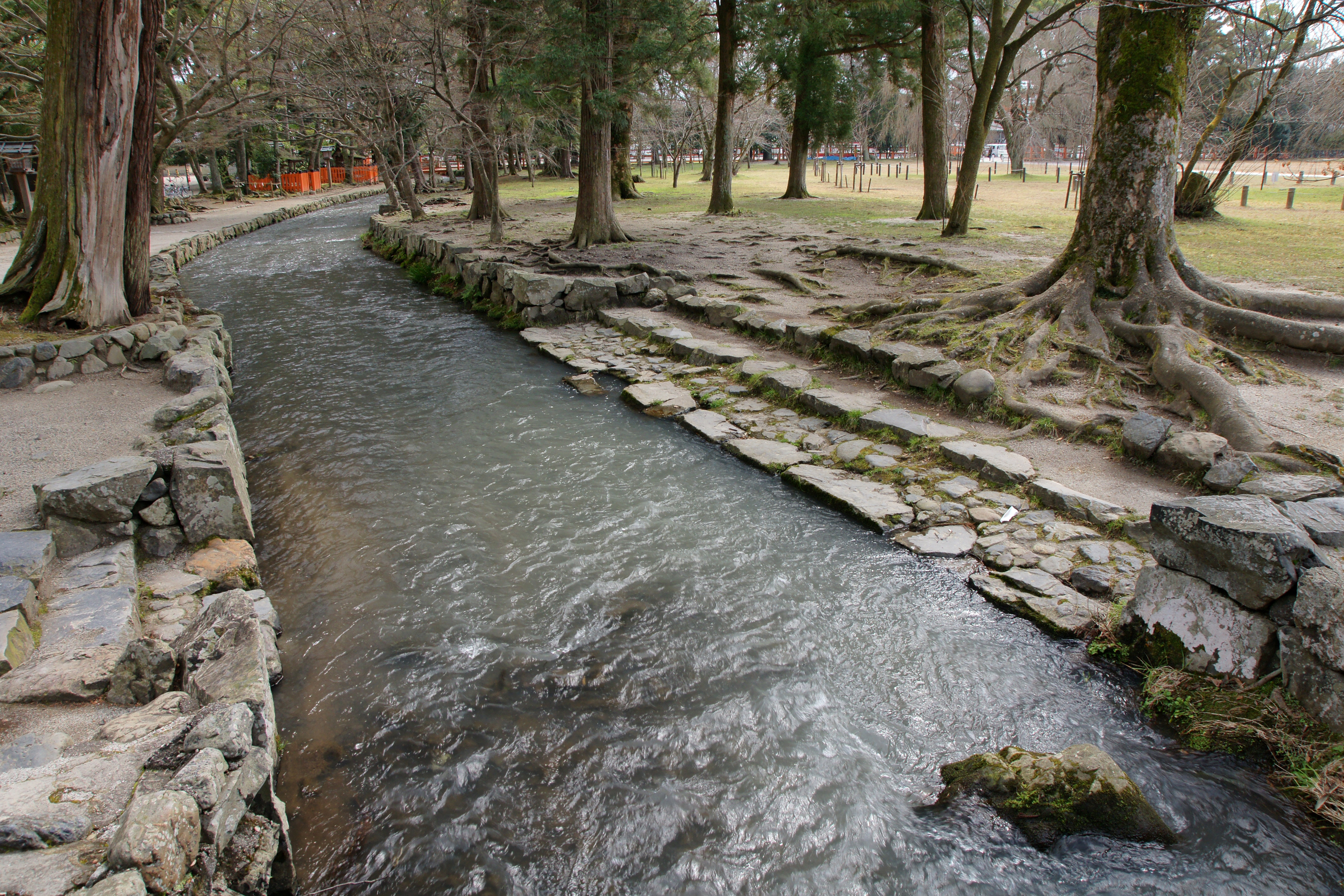
Nara-no-ogawa
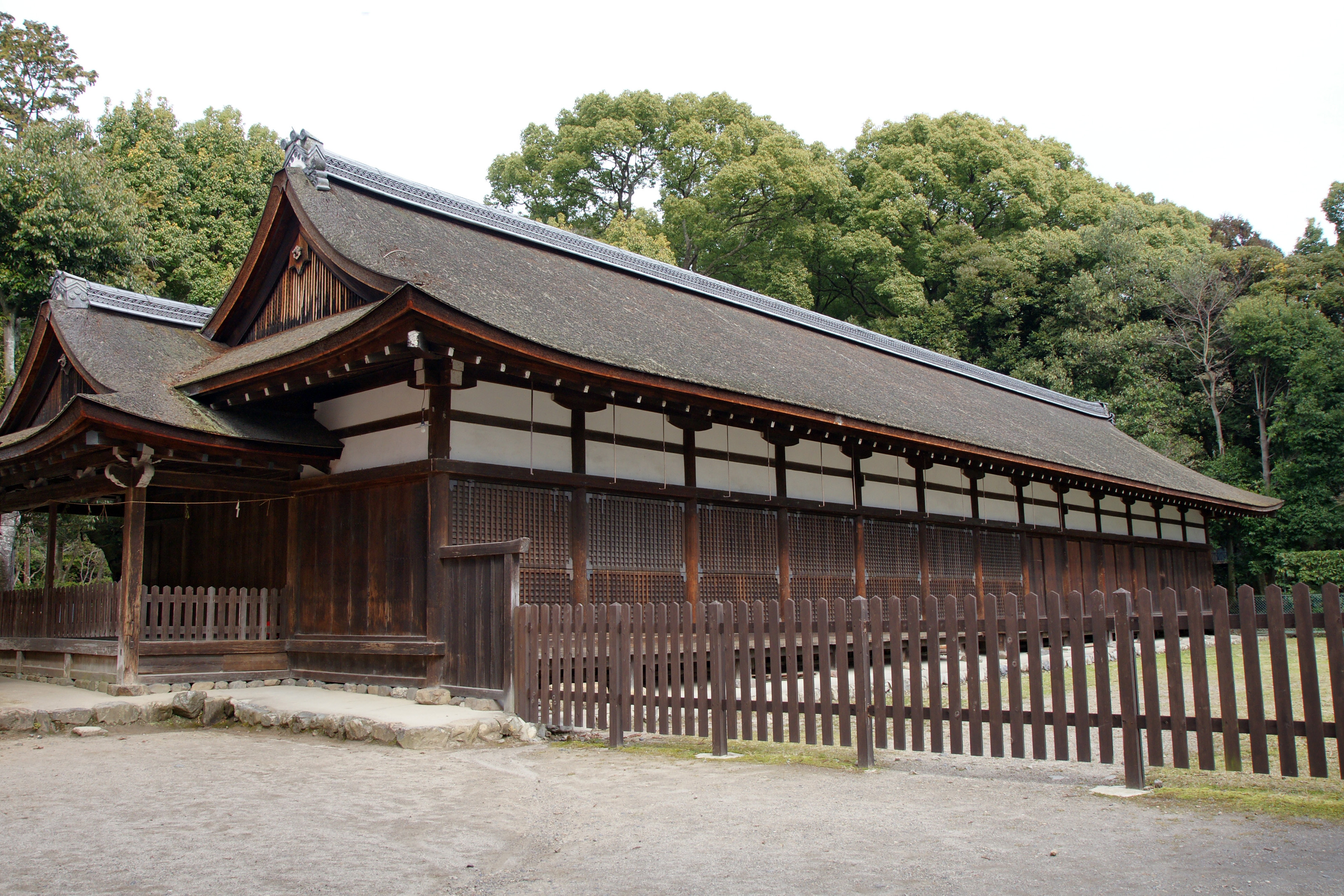
Kita-shinsenjo
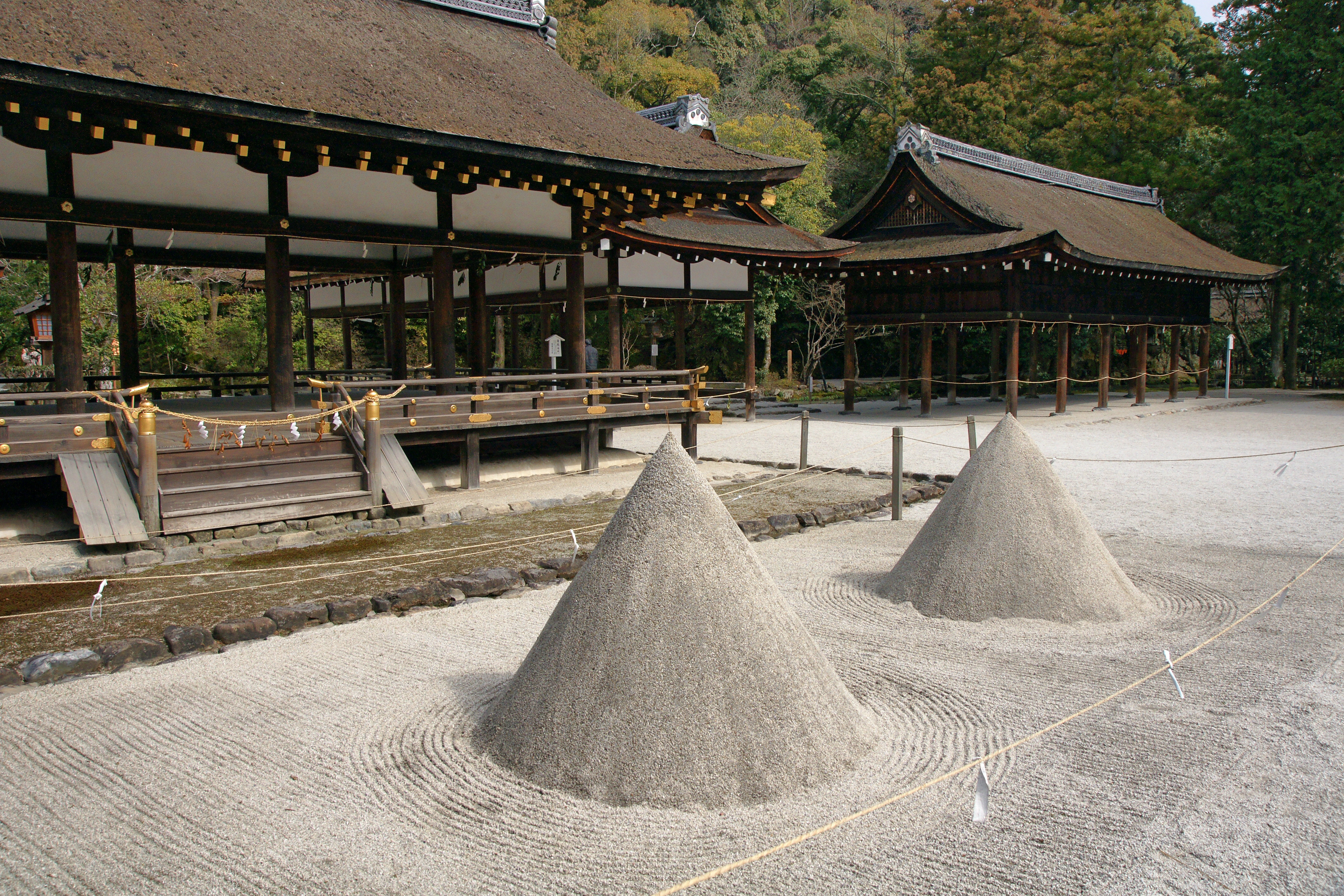
Tatesuna & Saiden
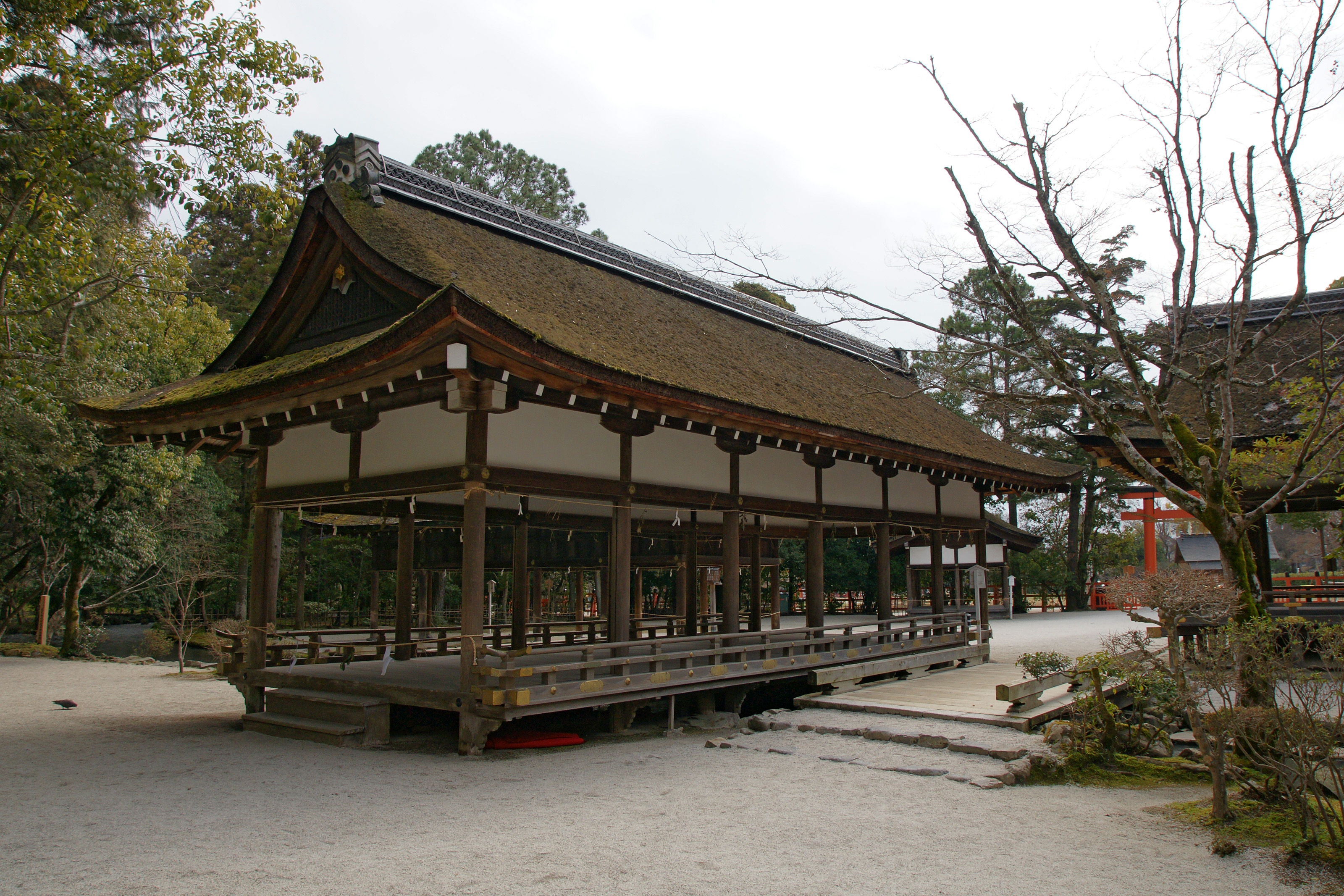
Hashidono
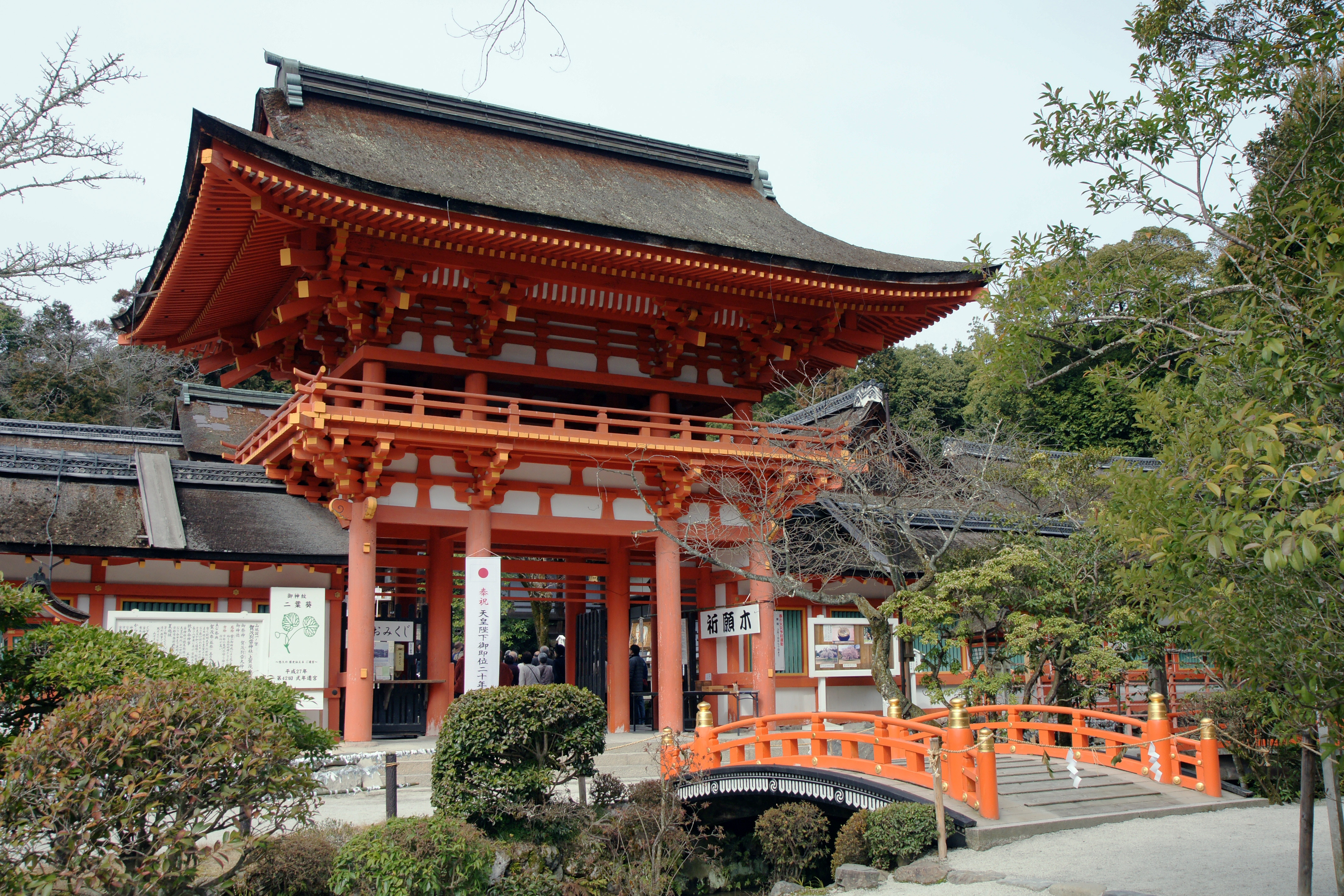
Romon
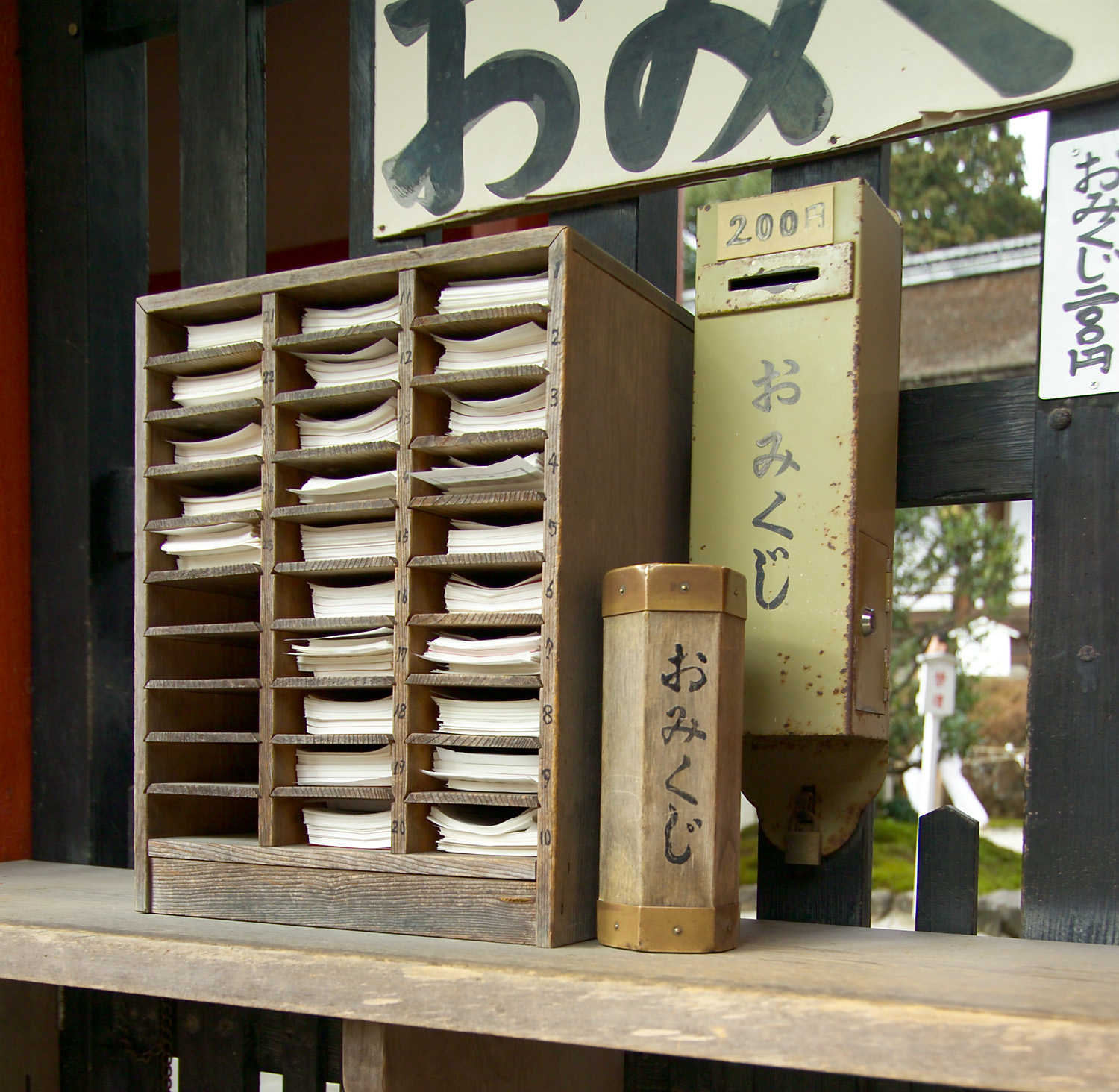
Im Kamigamo-Schrein erhältliche Omikuji

## Shimogamo-Schrein
Der Shimogamo-Schrein ist vermutlich etwa hundert Jahre älter als der Kamigamo-Schrein und datiert damit noch vor der Gründung von Kyōto (damals noch Heian-kyō). Der Schrein liegt im uralten Wald Tadasu-no-Mori (糺すの森, in etwa Wald der Wahrheitssuche).
Von den 53 Gebäuden des Schreins sind das östliche und auch das westliche Hauptgebäude wohl am bekanntesten, sie sind beide nationale Kulturgüter Japans. Auch bei diesen dominiert der Nagare-zukuri-Stil. Die Kami Kamotaketsunuminomikoto und Tamayorihimenomikoto haben hier ihre Hauptschreine.

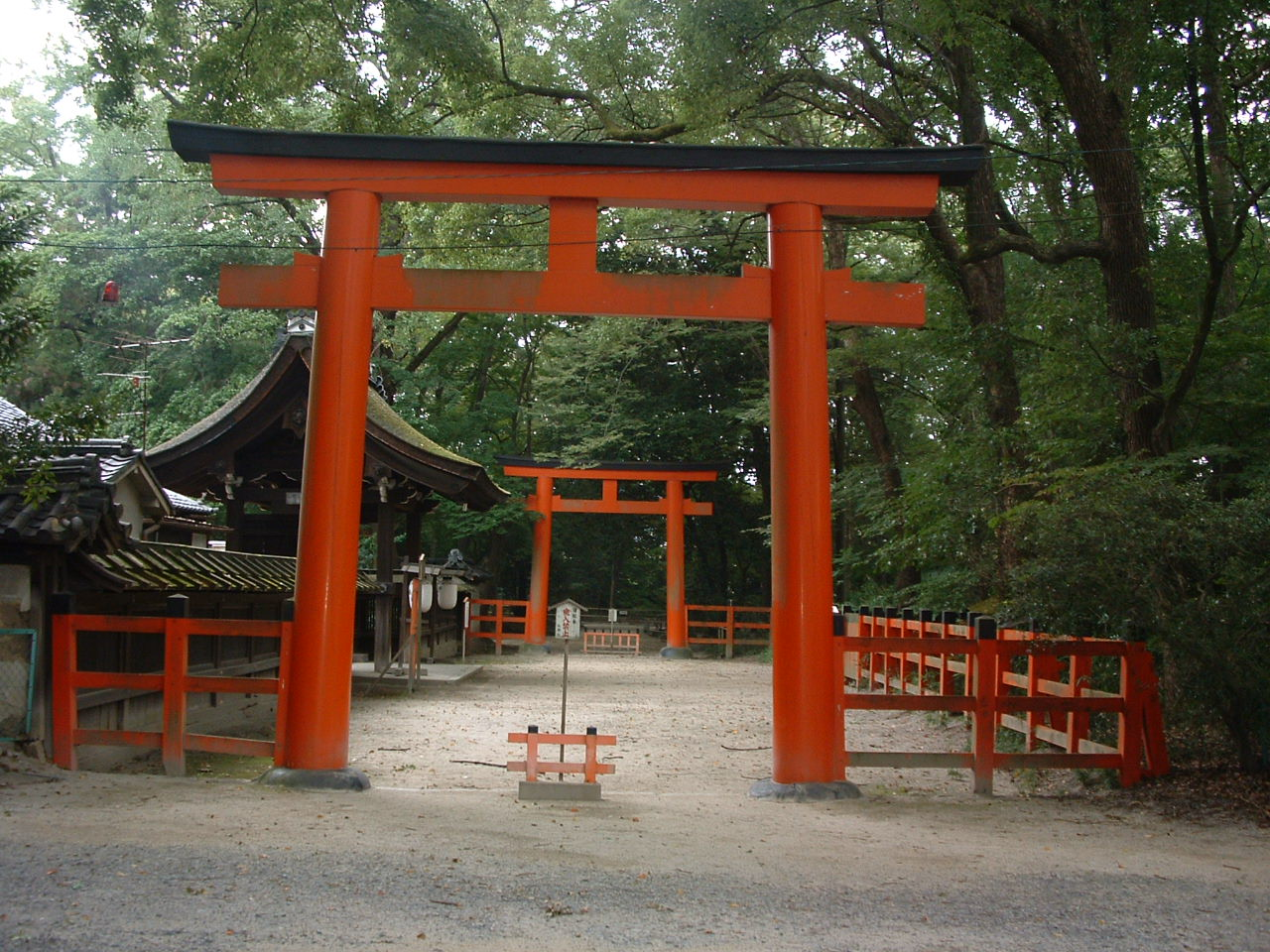
Zwei der Torii am Shimogamo-Schrein
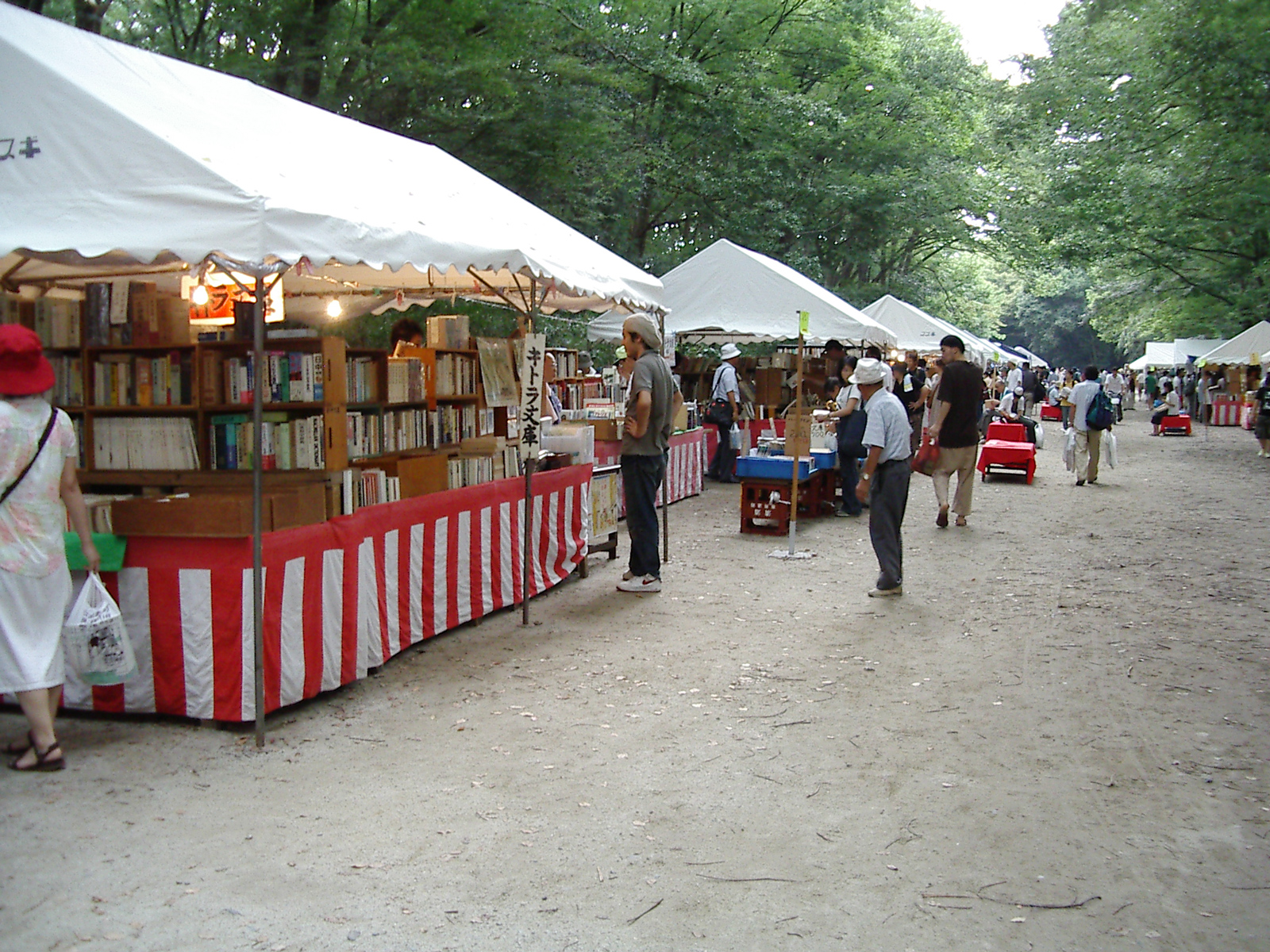
Jährlicher Verkauf alter Bücher beim Schrein, August 2005
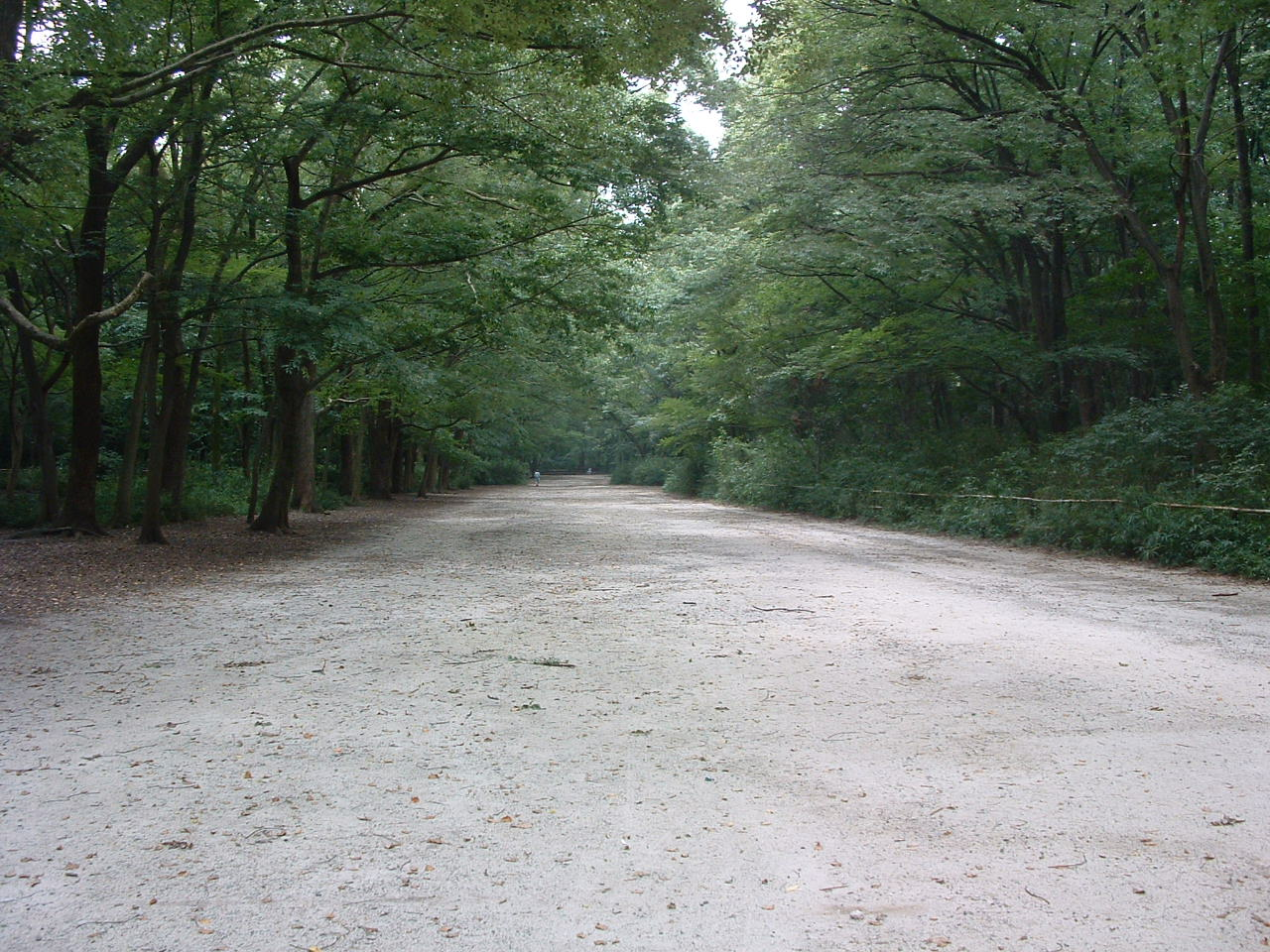
Der Wald Tadasu-no-Mori
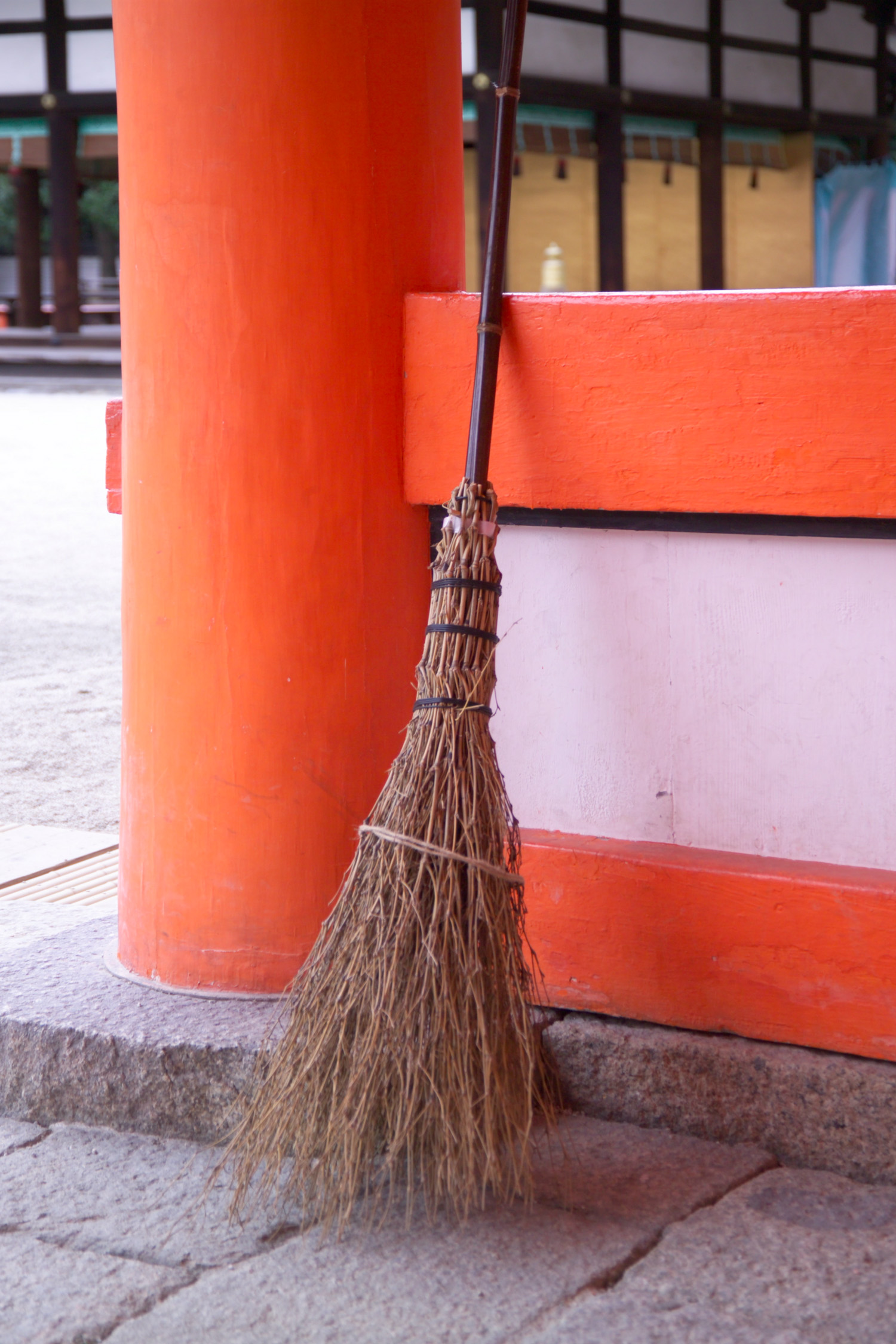
Ein Besen[Anm. 1]
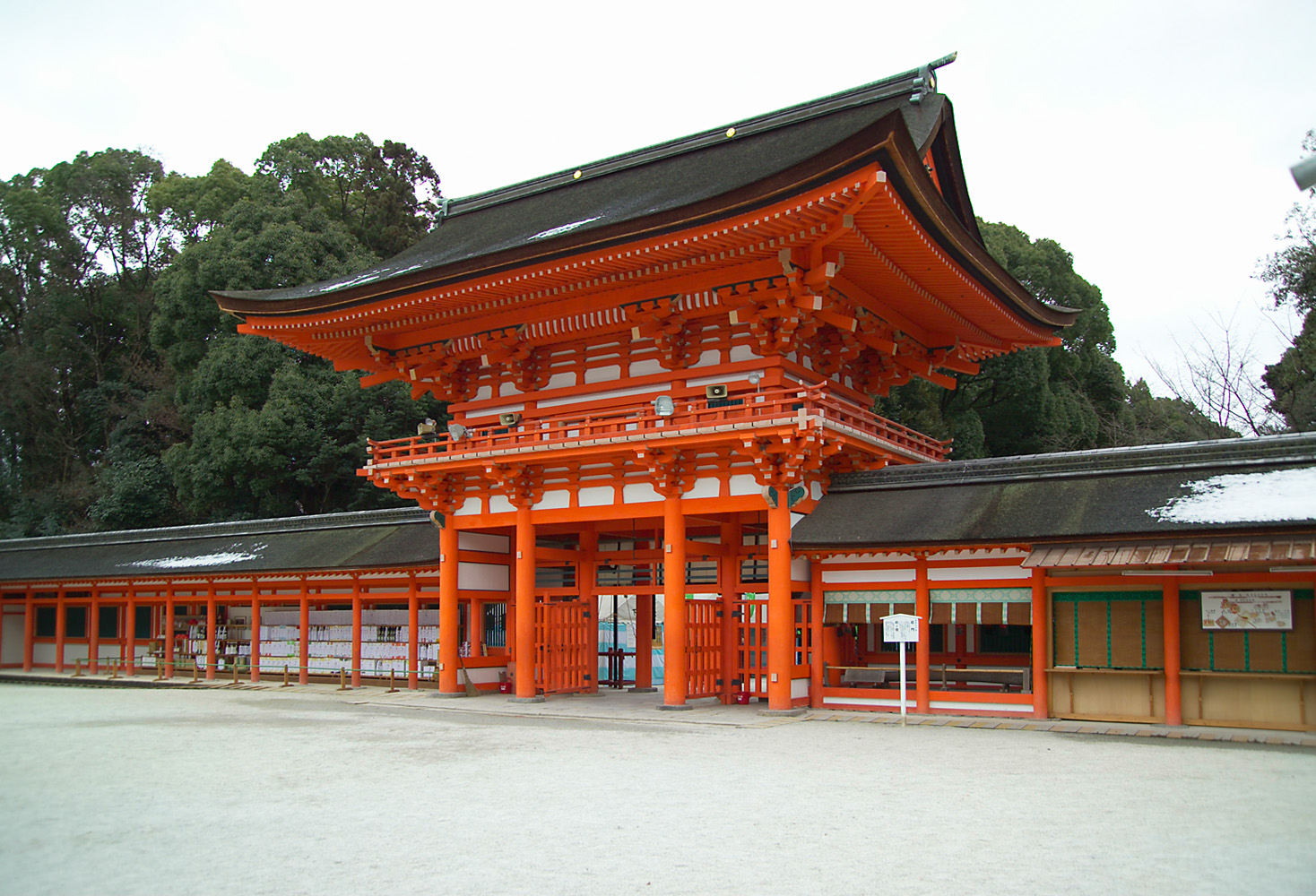
Tor am Shimogamo-Schrein
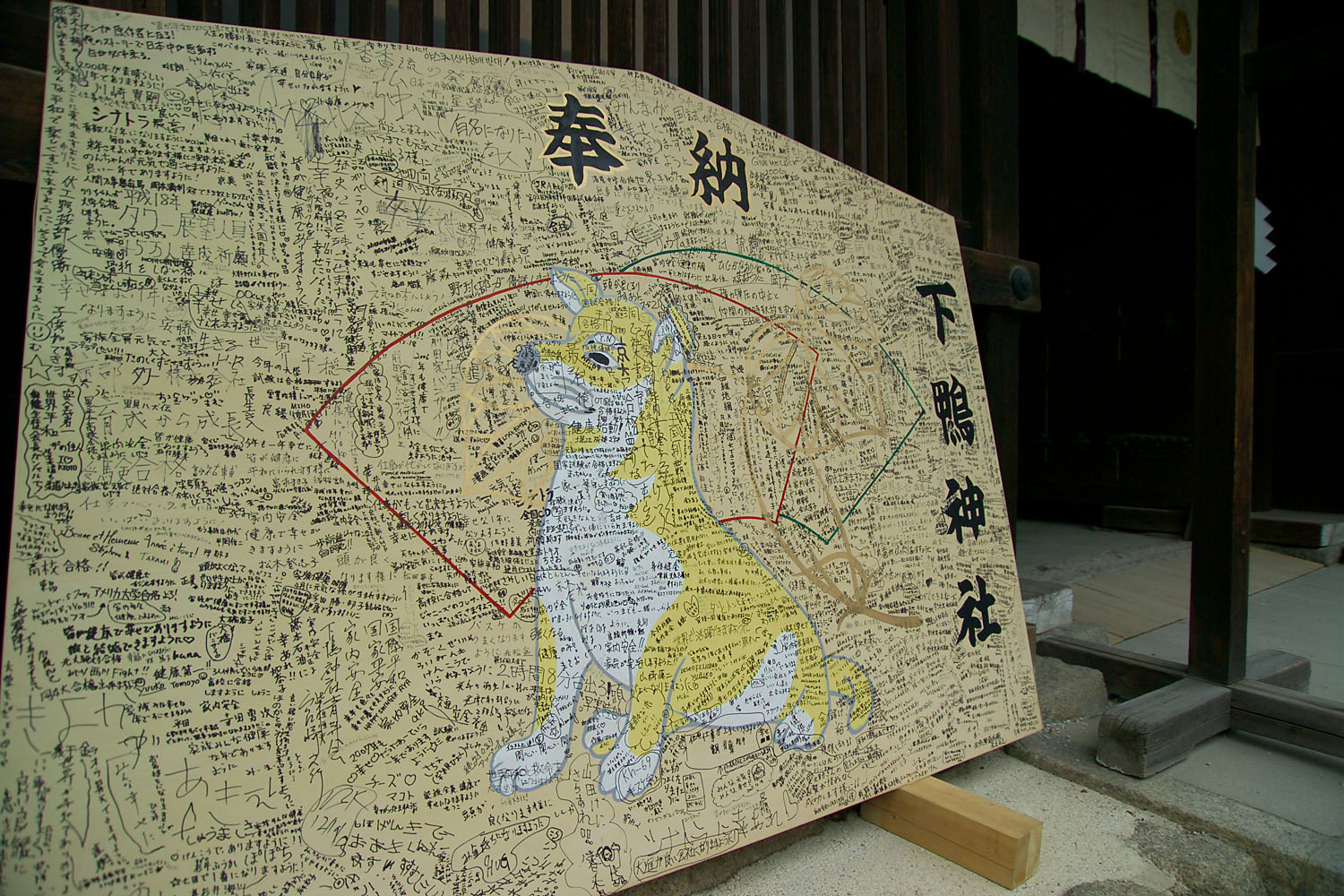
Ema im Schrein
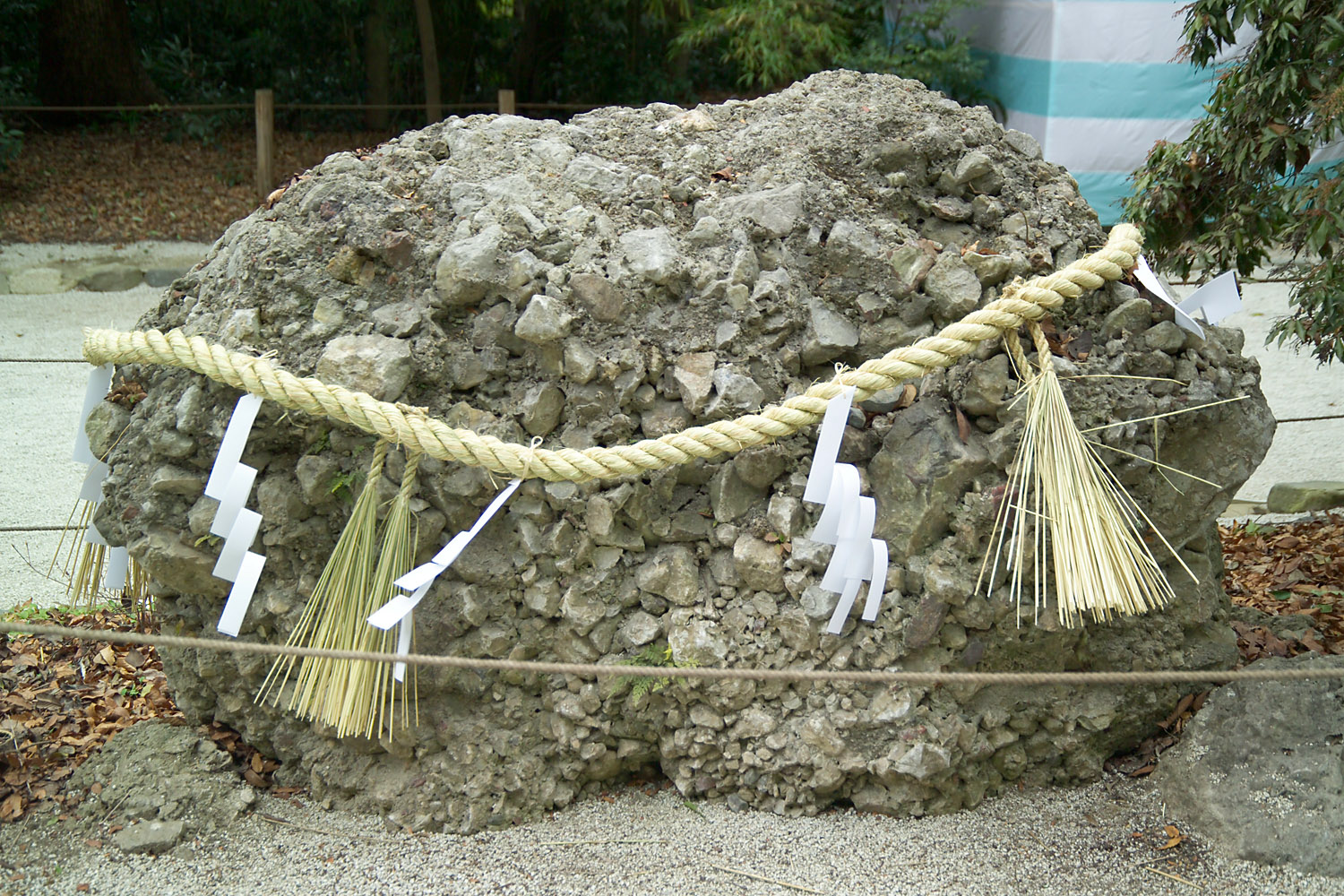
Shimenawa gewickelt um den Sazare-ishi, der Fels aus Steinen aus dem Kimi Ga Yo, der Nationalhymne Japans.